# Ponitz
Ponitz é um município da Alemanha localizado no distrito de Altenburger Land, estado da Turíngia.

## Demografia
Evolução da população (em 31 de dezembro):
| - 1994 - 1.954 - 1995 - 1.924 - 1996 - 1.906 - 1997 - 1.881 | - 1998 - 1.872 - 1999 - 1.870 - 2000 - 1.890 - 2001 - 1.878 | - 2002 - 1.864 - 2003 - 1.836 - 2004 - 1.823 - 2005 - 1.938 |

 Fonte: Thüringer Landesamt für Statistik